# Carmen Weiß
Carmen Weiß (* 1. März 1968) ist eine ehemalige deutsche Fußballnationalspielerin.
Weiß gehörte in der Saison 1989/90 der BSG Wismut Karl-Marx-Stadt an und wirkte in der ersten Spielhälfte im einzigen Länderspiel der DDR-Nationalmannschaft mit, die am 9. Mai 1990 im Karl-Liebknecht-Stadion im Potsdamer Stadtteil Babelsberg gegen die Nationalmannschaft der ČSFR vor etwa 800 Zuschauern mit 0:3 verlor.